# Myrmarachne isolata
Myrmarachne isolata este o specie de păianjeni din genul Myrmarachne, familia Salticidae, descrisă de Clark, Benoit, 1977. Conform Catalogue of Life specia Myrmarachne isolata nu are subspecii cunoscute.